# 小行星8135
小行星8135（英語：8135）是一颗围绕太阳公转的小行星。1978年11月7日，舒爾特·巴斯、埃莉諾·赫琳在帕洛马山发现了此天体。
这颗小行星的绝对星等为250.12231等。